# Stenocladius yoshikawai
Stenocladius yoshikawai là một loài bọ cánh cứng trong họ Đom đóm (Lampyridae). Loài này được Nakane miêu tả khoa học năm 1981.